# Bert Olmstead
Murray Albert Olmstead (4 de septiembre de 1926 - 16 de noviembre de 2015) fue un extremo izquierdo profesional canadiense del hockey sobre hielo. Jugó para los Montreal Canadiens, Chicago Black Hawks y Toronto Maple Leafs en la Liga Nacional de Hockey (NHL).

## Primeros años
Olmstead nació en un pequeño pueblo llamado Sceptre en Saskatchewan el 4 de septiembre de 1926. En 1944, cuando tenía 18 años, se mudó a Moose Jaw, Saskatchewan, para jugar hockey juvenil.

## Carrera
Olmstead comenzó su carrera con los Black Hawks en 1949. En diciembre de 1950, fue vendido a los Montreal Canadiens vía Detroit. Olmstead tuvo sus mejores años estadísticos jugando para Montreal, liderando la liga en asistencias en 1954-55 con 48, y estableciendo un récord de asistencias con 56 la temporada siguiente. Olmstead fue reclamado en un Draft Intra-League por Toronto Maple Leafs en 1958, y jugó allí hasta su retiro en 1962.
En la temporada 1967-68, Olmstead sirvió como entrenador de la expansión de Oakland Seals. Olmstead jugó en la final de la Copa Stanley en 11 de sus 14 temporadas en la NHL, ganando cinco veces. Lo ganó cuatro veces con Montreal, en 1953, y de 1956 a 1958, y una vez con Toronto, en 1962, que fue su última temporada. Fue admitido en el Salón de la Fama del Hockey en 1985.

## Muerte
Olmstead murió en su casa en High River, Alberta, el 16 de noviembre de 2015, debido a complicaciones después de sufrir un derrame cerebral. 89 años de edad.

## Otros sitios web
- Wikimedia Commons alberga una categoría multimedia sobre Bert Olmstead.

- Datos: Q365718
- Multimedia: Bert Olmstead / Q365718